# Väddö
Väddö es una isla en el mar Báltico en el distrito de Roslagen, Suecia. Está situado en el municipio de Norrtälje. Junto con la vecina Björkö está considerada la séptima isla por tamaño de Suecia.